# Uli Vos
Pour les articles homonymes, voir Vos.
Uli Vos, né le 2 septembre 1946 à Mönchengladbach et mort le 1er décembre 2017, est un joueur ouest-allemand de hockey sur gazon.

## Biographie
Uli Vos fait partie de l'équipe nationale ouest-allemande sacrée championne olympique aux Jeux d'été de 1972 à Munich. Il dispute aussi les Jeux olympiques d'été de 1968 et de 1976, terminant respectivement aux quatrième et cinquième places.